# Fra Diavolo (opera)
Fra Diavolo (fr. Fra Diavolo, ou L'hôtellerie de Terracine) je komična opera v treh dejanjih (sedmih slikah) Daniela Auberja. Libreto je spisal Eugene Scribe. Krstna predstava je bila v Parizu 28. januarja 1830. Opera je bila pri občinstvu lepo sprejeta in je bila v 19. stoletju ena izmed bolj priljubljenih.
Prva slovenska praizvedba z odmevnim uspehom je bila že v sezoni 1831/1832, na odru ljubljanske Opere v izvedbi slovenskih umetnikov pa je bila uprizorjena jeseni leta 1932.
Zanimivost: Leta 1933 so pri MGM po operi posneli istoimenski film, v katerem je nastopil znamenit par komikov Stan in Olio.

## Osebe
- Fra Diavolo, imenovan Marquiz de San Marco - tenor
- Lord Kookburn, potujoči Anglež - bariton
- Pamela, njegova soproga - mezzosopran
- Lorenzo, častnik - tenor
- Matteo, krčmar - bas
- Zerlina, njegova hčerka - sopran
- Giacomo, bandit - bas
- Beppo, bandit - tenor
- Francesco, Zerlinin ženin - nema vloga
- Kmet - tenor
- Vojak - tenor
- Rimski vojaki, kmečko ljudstvo, gostje, služinčad.

## Vsebina
Godi se v bližini Terracine v Italiji.

### Prvo dejanje

#### Prva slika
Pred hotelom. 
Četa vojakov, ki jim poveljuje brigadir Lorenzo, veselo popiva. Le Lorenzo pa je žalosten, ker mu krčmar Matteo hčere Zerline ne da za ženo, saj jo je namenil bogatemu kmetu Francescu. Lord Kookburn in njegova soproga Pamela prihitita vsa razburjena. Pravkar ju je roparska tolpa Fra Diavola na bližnji cesti oropala. Lorenzo se zato s svojimi vojaki odpravi za roparji.

#### Druga slika
Pamela opravlja toaleto, lord pa se huduje nad njenim koketnim vedenjem, ki ga izkazuje nekemu markizu iz Neaplja.

#### Tretja slika
Ko se vrneta v hotelsko jedilnico, vstopi navidezni markiz — Fra Diavolo. Boječ se za svojo ženo, odpelje lord Pamelo izpred oči zapeljivca Fra Diavola, ki ostane sam z Zerlino. Ta mu koketno zapoje pesem o zloglasnem roparju Fra Diavolu. Njun pogovor prekine prihod Diavolovih vohunov, banditov Giacoma in Beppa, ki javita, da se jima ni posrečilo Angležema vsega ukrasti. Fra Diavolo začne dvoriti Pameli, da bi izvedel, kje imata z lordom skrite dragulje in denar. Toda Diavolovo srce se začne vnemati za Pamelo — na skrivaj se mu je porodila tudi zlobna misel, da bo lordu poleg denarja ukradel še prelepo ženo.

#### Četrta slika
Pred hotelom. 
Vojaki se vrnejo z veselo novico, da so roparje premagali. Lorenzo vrne Pameli dragoceni nakit. Pamela, sedaj vsa srečna, podari Zerlini — Lorenzo je kot vojak dar odklonil — 10.000 lir, ki jih je bil lord razpisal kot nagrado za dragoceni nakit.

### Drugo dejanje
Na hodniku pred hotelskimi sobami. 
Zerlina prepeva nežno pesem, Angleža pa se odpravljata spat. Fra Diavolo se vtem pritihotapi, še vedno nepoznan, in pregleduje teren za nočni rop. S petjem barkarole da banditoma znak, da lahko vstopita. Zerlina se vrne iz lordove sobe, banditi se skrijejo za paravan ter izrežejo trem slikam obraze, da lahko nemoteno opazujejo okolico, dokler Zerlina ne zaspi. Ko se banditi hočejo odpraviti na delo, se s ceste zasliši petje vračajočih se vojakov, zato se roparji ponovno skrijejo. Lorenzo vstopi, Lord pa pride poizvedovat, zakaj so se vrnili. Med njunim pogovorom prevrne eden izmed banditov stol. Lorenzo se odpravi v smeri ropota, a mu pot prestreže markiz (Fra Diavolo). Da reši sebe in tovariša, se zlaže lordu, da je hotel ljubimkati pri Pameli. Lorenzu pa natvezi, da je hotel k Zerlini. Pri obeh vzbudi ljubosumnost ter reši tako sebe kot tovariša.

### Tretje dejanje

#### Prva slika
Fra Diavolo s svojo tolpo (banditski balet) poje svojo pesem.

#### Druga slika
Oče Matteo slavi zaroko svoje hčerke Zerline s kmetom Francescom. Vojaki pojejo in plešejo, le Lorenzo je ponovno žalosten. Bandita sta našla v drevesni duplini pismo, v katerem jima Fra Diavolo sporoča, da mu z zvončkom v kapelici nakažeta, kdaj bo najprimernejši trenutek za napad na lorda. Vino jima zleze v glavo, po nerodnosti se izdata in vojaki ju zgrabijo. Pojeta namreč isto pesem, kot jo je pela sinoči Zerlina, preden je zaspala. Poleg tega najdejo pri njiju še Fra Diavolovo pismo. Lorenzo zastraži z vojaki vse vhode. Vsi se poskrijejo, Giacomo mora iz strahu pred puškami zvoniti, da zvabi Fra Diavola v zasedo. Fra Diavolo res pride, toda hitro opazi, da nekaj ni v redu. Kljub temu se da ujeti, med zahvalno molitvijo pa uide nebudnim stražarjem, potem ko se je z očmi sporazumel s Pamelo. Komaj konča ljudstvo zahvalno molitev, da je Fra Diavolo končno ujet, se ta pojavi v kapelici s Pamelo in s svojimi banditi. Tudi Beppo in Giacomo sta rešena, ljudstvo z vojaki vred pade na kolena, lord pa obupan leže na šepetalca, pije vino in pokaže občinstvu razglas policijske prefekture: Državljani! Varujte svojo zasebno lastnino (denar, ženo, dekleta itd.), Fra Diavolo je še vedno živ ...

## Glasbeni primer
- Fra Diavolova pesem